# کریم‌آباد علی وردی
کریم‌آباد علی وردی، روستایی از توابع بخش سریش‌آباد شهرستان قروه در استان کردستان ایران است.

## جمعیت
این روستا در دهستان یالغوزآغاج قرار دارد و براساس سرشماری مرکز آمار ایران در سال ۱۳۸۵، جمعیت آن ۲۷۴ نفر (۷۰خانوار) بوده‌است.